# Base Carlini

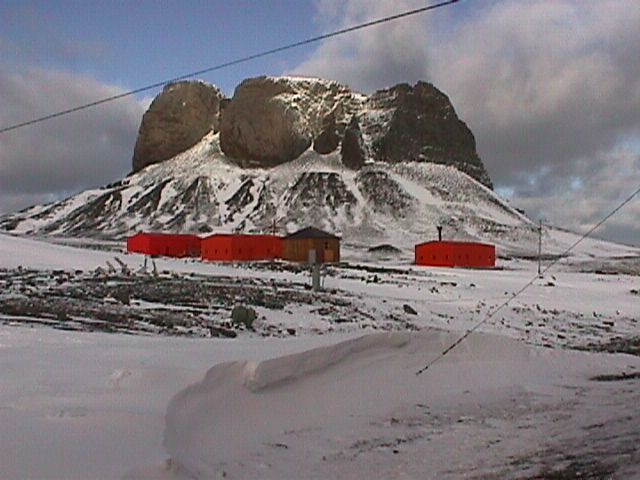
Capilla y edificios de servicios al pie del cerro Tres Hermanos.

La base antártica Carlini o base Carlini (denominada base Jubany hasta el 5 de marzo de 2012) es una estación científica permanente de la República Argentina en la Antártida. Se halla en la península Potter de la isla 25 de Mayo (o Rey Jorge) perteneciente al archipiélago de las Shetland del Sur. Las actividades científicas en la base están reunidas en el LACAR ex LAJUB (Laboratorio Antártico Mutidisciplinario en Base Carlini), y en el Laboratorio Dallmann.
Es operada y administrada por la Dirección Nacional del Antártico, organismo dependiente del Ministerio de Relaciones Exteriores. Los planes científicos son implementados y supervisados por el Instituto Antártico Argentino, tanto para los científicos de verano como para los científicos invernantes. Por convenio con el Ejército Argentino, éste suministra el personal invernante para las tareas logísticas. La base cuenta con una capilla católica denominada Nuestra Señora del Valle.
En la península Potter, en las cercanías de la base, se hallan los refugios Albatros y Elefante dependientes de ella. La base cuenta con un helipuerto, y puede recibir aviones tipo Twin Otter con esquíes en el cercano glaciar Fourcade durante todo el año.

## Historia
El refugio establecido el 21 de noviembre de 1953, que inicialmente se llamó refugio naval Caleta Potter y luego estación aeronaval Caleta Potter, que servía de apoyo a las operaciones de aviones anfibios, fue el antecedente de la base Carlini.
El refugio fue creado para suministrar agua dulce a naves argentinas que navegaban en esta zona, ya que casi en medio de la playa un riachuelo se une a la bahía, y su agua se puede utilizar para beber. A comienzos de la década de 1960 consistía de cuatro casas: dos para vivir, una bodega y una cisterna. Un muelle fue construido cerca de la desembocadura del riachuelo. Un pequeño puente fue construido en el riachuelo cerca del refugio en 1958. El refugio fue usado para realizar investigaciones científicas en los veranos de 1952-1953, 1955-1956, 1956-1957, 1957-1958, 1959-1960, 1960-1961 y 1961-1962. Observaciones meteorológicas fueron hechas en los veranos de 1957-1958, 1959-1960, 1960-1961 y 1961-1962. Observaciones geomagnéticas en el verano de 1957-1958 durante el Año Geofísico Internacional. Tenía provisiones para tres personas durante tres meses.
En la campaña de verano de 1953-1954 el refugio permaneció habitado por 3 hombres. Los pilotos que intervinieron en una campaña antártica 1954-1955 con hidroaviones Grumman Goose propusieron que llevara el nombre del aviador José Isidro Jubany, muerto en acto de servicio el 14 de septiembre de 1948 en un accidente aéreo en la provincia de Santa Cruz, tomando del nombre de estación aeronaval Teniente Jubany el 14 de diciembre de 1954. Posteriormente pasó a denominarse destacamento naval Teniente Jubany y en la década de 1990 su nombre fue modificado por el de base antártica Jubany.
En la campaña de verano de 1957-1958 dos grupos de científicos trabajando para el Instituto Antártico Argentino condujeron investigaciones geológicas en el área, recolectando muestras petrográficas y paleontológicas para estudiar los movimientos geológicos locales. El Dr. Otto Schneider fue el líder del primero y Osvaldo C. Schauer, el del segundo.
En 1982 las instalaciones navales fueron transferidas al Instituto Antártico Argentino y la estación adquirió el estatus de base, siendo inaugurada el 12 de febrero de 1982 con el nombre de estación científica Teniente Jubany.
El 11 de abril de 2005 se inauguró la Sala del Bicentenario, con 53 butacas, primera sala cinematográfica en el continente antártico. La base cuenta con 11 construcciones para el alojamiento del personal. La infraestructura de la base cuenta con 2371 m² bajo techo, 327 m² de laboratorios científicos, un cuarto de conferencias para 30 personas, un área logística de 366 m² y 80 camas. Cuenta para transporte: 5 Zodiac con motor fuera de borda, 2 Zodiac semirrígidos, un camión, un tractor, 3 cuatriciclos todo terreno, 1 bicicleta todo terreno y 4 motonieves.
El 5 de marzo de 2012, por decreto 309/2012, fue renombrada Carlini en homenaje al doctor Alejandro Ricardo Carlini, científico del Instituto Antártico Argentino, y como reconocimiento general a los científicos que realizan diversas prácticas en la Antártida Argentina. Como recordatorio del nombre del teniente José Isidro Jubany quedará una placa recordatoria en el Centro Meteorológico de la base.

## Geografía
Se encuentra situada en la margen oriental de la caleta Potter en la isla 25 de Mayo. Desde la base se puede observar el cerro Tres Hermanos (210 m), el nunatak Cedomir/Yámana y el glaciar Fourcade.
El área que circunda a la base está adyacente a la ZAEP N.º 132 (Zona Antártica Especialmente Protegida) que comprende toda la franja costera de la costa oriental de bahía Maxwell (Fildes o Guardia Nacional).
En las inmediaciones se hallan numerosas lagunas de agua dulce. Durante el verano la base permanece despejada de hielo y nieve, así como también la caleta, lo que facilita la investigación y las actividades de buceo.

## Clima
Posee el mismo tipo de clima que la Antártida en general, aunque un poco menos riguroso. Durante el verano la temperatura ronda entre los -2 °C y 3 °C, y durante el invierno las temperaturas promedio rondan los -10 °C y -20 °C. En el 2007 se midieron -26 °C. La temperatura promedio (1991-2020) es de -1,7 °C.
El viento es moderado mayormente del NE con mediciones de hasta los 125km/h, razón por la cual la sensación térmica puede llegar hasta los -50 °C.
Las precipitaciones son en forma de nieve, aunque durante la época estival se producen algunas lloviznas.

## Investigación científica
Las actividades científicas en la base y en el área cercana están reunidas en el LACAR ex LAJUB (Laboratorio Antártico Mutidisciplinario en Base Carlini), y en el Laboratorio Dallmann.
Entre las actividades científicas (algunas en cooperación internacional) están:
- Biorremediación de suelos contaminados con gasoil (desde 1990).
- Monitoreo y bases de datos de las características hidrográficas y dinámica del fitoplancton en la caleta Potter Cove (desde 1991).
- Investigaciones sobre peces Notothenioidei (desde 1983).
- Distribución profunda de macroalgas antárticas en un escenario de cambio global (desde 1991).
- Balance de masa y dinámica de glaciares (desde 1999).
- Cría, alimentación ecológica y dispersión invernal de pingüinos Pygoscelids (desde 1995).
- Dinámica poblacional de mamíferos marinos en tierra (desde 1994).
- Biodiversidad y ecología de componentes planctónicos en lagos y de algas terrestres y de agua dulce (desde 2004).
- Contaminantes orgánicos persistentes (desde 2010).
- Ecología microbiana y ecofisiología y ecotoxicología de organismos antárticos (desde 2008).

Otras actividades científicas incluyen: estudios sobre paleontología, geodesia, geofísica, sismología, y los efectos del calentamiento global sobre aves y otras especies de la cadena alimenticia antártica.
En 1994 el LAJUB (Laboratorio Antártico Mutidisciplinario en Base Jubany) (hoy LACAR) para investigaciones sobre el efecto invernadero fue instalado en colaboración con el Instituto de Física Atmosférica de Italia. Se divide entre dos edificios: LACAR-Cabildo y LACAR-Catedral, ambos bajo la gestión de la Coordinación Científica del Instituto Antártico Argentino (IAA).
En 2001 se instaló una estación sismológica permanente como parte de un convenio de colaboración entre el Istituto Nazionale di Oceanografia e Geofísica Sperimentale de Trieste (Italia) y la DNA-IAA.

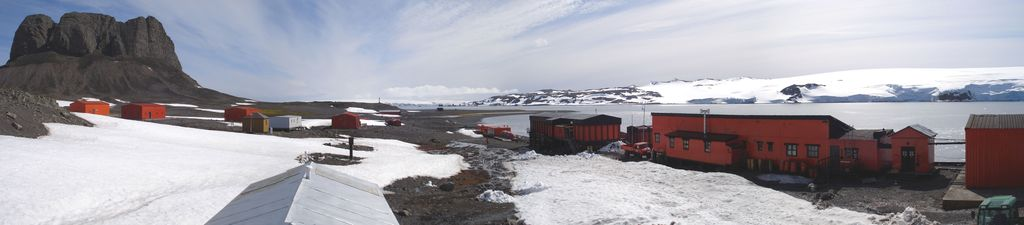
Vista panorámica de la base en época estival.

### Laboratorio Dallmann
En 1990 el Instituto Alfred Wegener de investigación marina de Alemania inició conversaciones con el Instituto Antártico Argentino para la instalación en la base de laboratorios y acuarios con modernos equipamientos para investigaciones científicas. Luego de un convenio entre ambos institutos, el 19 de enero de 1994 fue inaugurado en la base el Laboratorio Dallmann (en alemán: Dallmann-Labor) con un área de 250 m². Fue construido en Argentina, desarmado y transportado en barco hasta la caleta Potter, en donde fue rearmado en la base Jubany. Su nombre es en homenaje a Eduard Dallmann, un explorador polar alemán. Constituyó el primer caso de un acuerdo de cooperación internacional en la Antártida para usar instalaciones de una base de un país por científicos de otros. Se lo habilita en los meses estivales (octubre a marzo) para ser usado por 12 científicos de Alemania, Argentina, y Países Bajos, y en ocasiones de otros países. Está equipado con 4 laboratorios, un acuario y dependencias.
El 1 de enero de 2004 fue inaugurado un centro hiperbárico para buceo con cámara de descompresión y una amplia planta de aire comprimido, en colaboración con el Instituto Alfred Wegener.

## Buceo
Carlini es la única de las bases antárticas de Argentina en la que se realiza buceo. Debido a que se encuentra enmarcada en un área de gran biodiversidad, cada año cuatro buzos del Ejército Argentino y de la Armada Argentina obtienen muestras del mar para diferentes estudios científicos.
La base cuenta con una sección de buceo y navegación equipada con una cámara hiperbárica, botes equipados para buceo y estudios científicos y equipamiento contra el frío.
Los buzos obtienen muestras del agua, del suelo, de rocas y hasta de peces otras especies marinas que luego son analizados en el continente.

## Metallica
El 8 de diciembre de 2013, la banda estadounidense de thrash metal Metallica realizó un concierto para «concientizar sobre la importancia de la Antártida para el planeta», en la Base Antártica Carlini. Hubo aproximadamente un centenar de asistentes, incluyendo personal de otras bases cercanas pertenecientes a Uruguay, Chile, Polonia, Corea del Sur, Rusia, Brasil y Alemania. No se usaron amplificadores durante el recital (el público escuchaba a través de auriculares inalámbricos) y se siguió un riguroso protocolo sobre impacto ambiental.